# アガロースゲル電気泳動
アガロースゲル電気泳動（アガロースゲルでんきえいどう、英: agarose gel electrophoresis）は、アガロース（寒天の主成分）ゲルを使用した電気泳動により、核酸をその大きさに応じて分離する手法。数ある電気泳動の中でも、もっともオーソドックスなものといえる。

## 原理
DNA、RNAなどの核酸分子はそれぞれ固有の大きさ（長さ）と荷電を持っている。核酸の場合は荷電の個数は分子の大きさに比例するため、長さ当たりの駆動力はほぼ一定である。しかし、ゲルを構成するアガロース分子の網目と絡みながら移動しなければならないため、長い核酸分子ほど移動速度が遅くなる。またゲルのアガロース濃度が高いほど移動速度が遅くなるので、分離したい核酸のサイズに合わせてゲルのアガロース濃度が選択される。

## 手法
適切な緩衝液に高純度のアガロースを加え、加熱して溶かした後、型枠に入れて固める。アガロースの量は、目的に応じて0.8-4%と様々である。このときあらかじめ、櫛（くし）状のプラスチック片（コームと呼ばれる）を利用して核酸溶液を注入するための穴（wellと呼ばれる）を一方の端に作る。
固まったゲル片を緩衝液の入った水槽に入れ、核酸溶液を注入した後、一方から電圧をかける。一定時間後、ゲル片を取り出し、臭化エチジウムなどの核酸染色溶液に浸漬する。染色薬剤をあらかじめ元の核酸溶液やアガロースゲルに添加しておく場合もある。染色された核酸は紫外線を照射すると蛍光を発するので、その存在が確認できる。また染色に使われた臭化エチジウムの量はDNAの分子の長さと量に比例するため、蛍光の強さによってDNA量を確認することができる。

## 主な用途
生物から核酸（DNAやRNA）を抽出した際、その確認のためにアガロースゲル電気泳動を行う。また、PCRによりDNAを増幅したときにも、確認に使用される。その後、サザンブロッティングやノーザンブロッティング、ゲル抽出などを行うこともある。プラスミドベクターに組み込んだ目的の遺伝子を確認するため、制限酵素処理を行った後、電気泳動で確認することもある。